# Вогні святого Ельма (фільм)
«Вогні святого Ельма» («St. Elmo's Fire») — американська мелодрама 1985 року, знята режисером Джоелем Шумахером.

## Сюжет
Ностальгічний погляд на шкільну дружбу молодих людей, котрі зробили крок у великий світ. Їхні стосунки тісно і химерно переплетені. «Вогні святого Ельма» — це назва бару, де зустрічаються герої фільму.

## У ролях
- Енді Макдавелл — Дейл Байберман
- Еміліо Естевес — Кірбі Кегер
- Роб Лоу — Біллі Гіккс
- Демі Мур — Джулз
- Ендрю Маккарті — роль другого плану
- Джадд Нельсон — Алек Ньюбері
- Еллі Шіді — Леслі Гантер
- Мер Віннінгем — Венді
- Мартін Балсам — містер Біміш
- Джойс Ван Паттен — місіс Біміш
- Дженні Райт — Феліція
- Блейк Кларк — Воллі
- Джон Катлер — роль другого плану
- Меттью Лоранс — Рон Делласандро
- Джина Гехт — Джудіт
- Анна Марія Горсфорд — Наомі
- Джеймс Керрінгтон — роль другого плану
- Дон Мосс — роль другого плану
- Віп Габлі — Реймонд Слетер
- Джим Тернер — Трой
- Маріо Мачадо — роль другого плану
- Джуді Кейн — Джуді
- Сет Джаффе — роль другого плану
- Джеффрі Ламперт — роль другого плану
- Елізабет Арлен — Ліббі Біміш
- Нора Мірбаум — Міра
- Скотт Неме — роль другого плану
- Бернадетт Біркетт — Рейчел
- Вінсент Дж. Айзек — роль другого плану
- Дін Р. Міллер — Клейтон Біміш
- Том Б'єрдз — роль другого плану
- Сінді Дітріх — роль другого плану
- Девід Лейн Бейкер — роль другого плану
- Деніел Іден — роль другого плану
- Лорел Пейдж — роль другого плану
- Дж. Т. Соломон — роль другого плану
- Стефані Ф'юрі — епізод

## Знімальна група
- Режисер — Джоел Шумахер
- Сценарист — Джоел Шумахер
- Оператор — Стівен Х. Бурум
- Композитор — Девід Фостер
- Продюсери — Лорен Шулер Доннер, Нед Тенен, Бернард Шварц